# مون‌پلیه (اورنج، ویرجینیا)

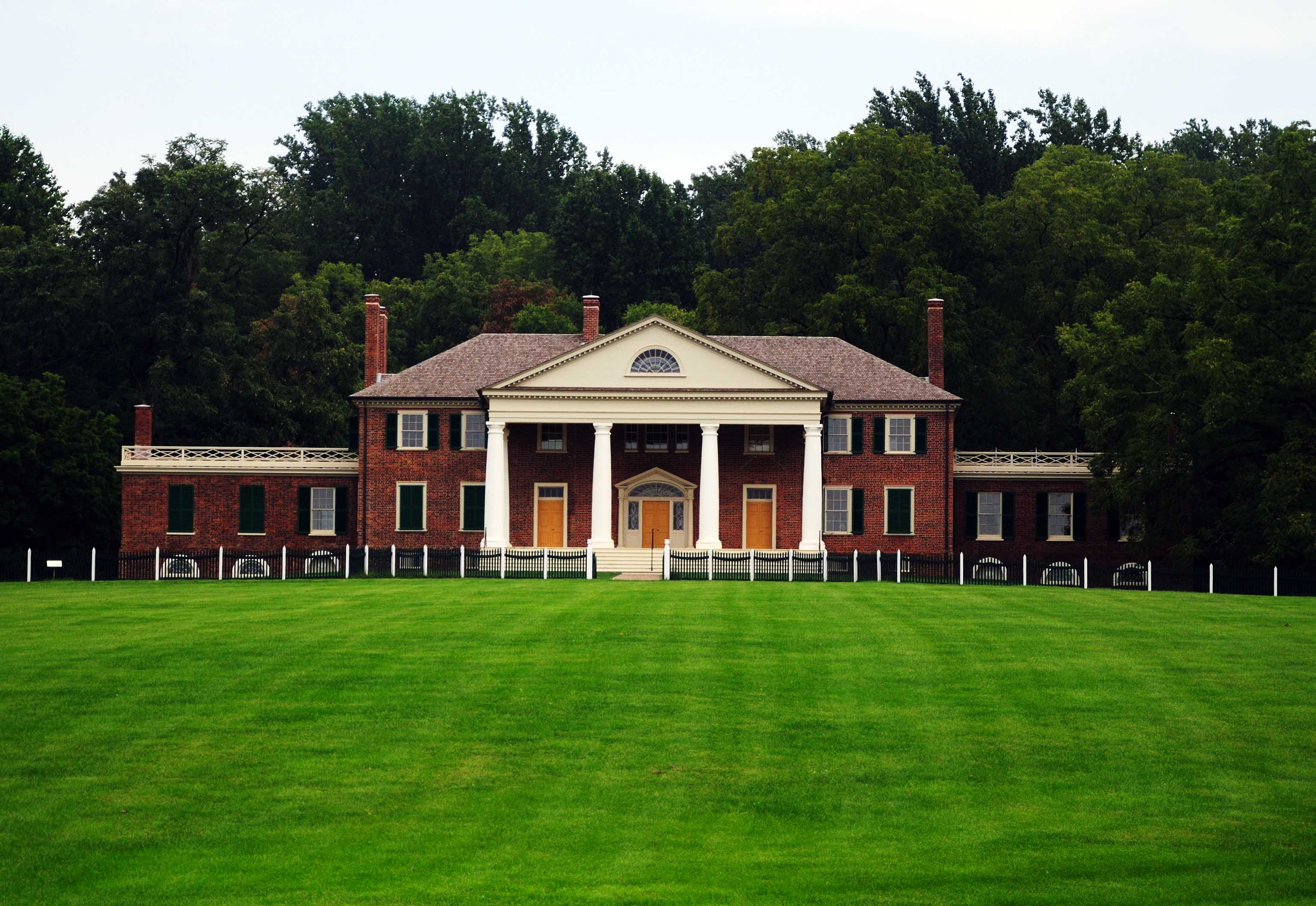
تصویری از مزرعه خانوادگی خانواده مدیسون

مون‌پلیه (انگلیسی: Montpelier) جیمز مدیسون مونپلیه در شهرستان اورنج، ویرجینا واقع است و مزرعه خانوادگی خانواده مدیسون منجمله خانه شخصی جیمز مدیسون چهارمین رئیس‌جمهور ایالات متحده آمریکا و همسرش دولی است. این مکان در مساحتی به میران ۲٫۶۵۰ هکتار یا ۱۰٫۷ کیلومتر مربع است و هفته روز هفته برای دیدار بازدیدکنندگان باز است؛ و به لحاظ تاریخی مونپلیه جزو آثار تارخی به ثبت رسیده‌است.